# Pachella
Pachella ou Pochella est une ville du Soudan du Sud, dans la zone administrative de Pibor (en).